# 石田敬起
石田 敬起（いしだ けいき/よしおき、天明4年（1784年）－安政7年1月4日（1860年1月26日））は、江戸時代後期の商人・財政家。通称である大根屋小右衛門（だいこんやこえもん）の名前で知られ、西本願寺や諸藩の財政再建に関与したことで知られる。法号は証誠。

## 経歴
麻田藩領であった摂津国豊嶋郡東市場村（現在の大阪府池田市）の豪農・岸上門造の三男に生まれる。岸上家は新田義貞の家臣山岸太郎左衛門の子孫を称し、遅くても18世紀中期までに川辺郡小坂田村（現在の伊丹市）から移り住んだと伝えられ、米だけでなく菜種や綿花の生産で財を成し、また熱心な浄土真宗の信者でもあった。成長後は大坂天満にあった寒天問屋大根屋（石田家）の娘婿に迎えられてその後を継ぐ。
文政年間に取引先であった岸和田藩の財政再建への協力を求められ、献策を行って財政の立て直しに成功した。
文政13年（1830年）、興正寺との対立などで財政的に疲弊した西本願寺の20世法主広如の要請を受けて隠居して家督と家を息子に譲って京都の西本願寺に入る。
敬起は「大根屋仕法」と称された財政改革を断行して5年後に財政立て直しに成功、その最中の文政16年（1833年）には西本願寺家臣として取り立てられている。
その後も西本願寺において財政に関与して広如の信任を得る一方、故郷である麻田藩を始め、富山藩や尼崎藩、荻野山中藩、新見藩などの財政改革にも関与し、財政再建の専門家として重んじられた。
敬起の財政再建は年貢の増徴よりも財政支出の支出削減や藩札制度の改革を重視していた。一方、西本願寺においては支出削減を行う一方で信者の信仰心に訴えた上納金の増額による財政重視を図っている。なお、故郷・麻田藩の財政改革には岸上家にいた敬起の2人の兄も関わっており、長兄の忠太夫は藩士に登用されて財政を扱う元方を担当し、家業を継いだ次兄の治左衛門は大庄屋格に取り立てられて安政2年（1855年）に実施された有力豪農たちによって創設された御賄場への藩財政の主導権移行に主導的な役割を果たした他、敬起が西本願寺に赴いていた間の大根屋の後見も務めている。
嘉永6年（1853年）に隠退して大坂に戻ったという。